# Simasi
Simasi is een bestuurslaag in het regentschap Padang Lawas Utara van de provincie Noord-Sumatra, Indonesië. Simasi telt 45 inwoners (volkstelling 2010).